# Pedicia brachycera
Pedicia (Pedicia) brachycera là một loài ruồi trong họ Pediciidae. Chúng phân bố ở vùng sinh thái Palearctic.